# Michael Aschermann
Michael Aschermann (* 21. listopadu 1944, Praha) je český lékař, internista specializující se v oboru kardiologie, v letech 1998–2005 přednosta II. interní kliniky 1. lékařské fakulty UK a VFN v Praze.

## Život
V kardiologii se zaměřuje na invazivní diagnostiku a intervenční kardiologii. V roce 1991 podstoupil habilitační řízení (docent). 15. října 1999 byl jmenován profesorem vnitřního lékařství na Univerzitě Karlově (profesor). V roce 2005 byl zvolen do funkce předsedy České kardiologické společnosti, v současnosti (2009) je jejím místopředsedou. Působí také jako člen Scientific Committee of European Society of Cardiology. Patří mezi evropské kardiology, kteří obdrželi čestný titul „Founding Fellow of the European Society of Cardiology“ (Founding FESC).
Dne 28. října 2009 jej prezident republiky vyznamenal Medailí Za zásluhy mimo jiné „za průkopnictví v oblasti nových metod v kardiologii.“
V roce 2020 jmenován předsedou odborného kolegia Vědecká rady Lázní Poděbrady.